# Risco de los Pájaros
El risco de los Pájaros es un pico de la península ibérica, uno de los más altos de la sierra de Guadarrama, parte del sistema Central, con 2334 metros de altitud. Está situado a 900 metros al norte de la cima de Peñalara, en el límite entre la provincia de Segovia y la Comunidad de Madrid, en España.

## Descripción
El contorno del risco de los Pájaros es puntiagudo y sobresaliente, y está ubicado al norte del risco de los Claveles. Las laderas de este pico están cubiertas de diferente vegetación, según la altura. A partir de los 2000 metros de altitud existe una vegetación arbustiva compuesta de piornos y praderas alpinas. Por debajo de los 2000 metros, la vegetación predominante es el bosque de pino silvestre. La fauna de la zona se compone de pequeños mamíferos, anfibios, águilas, buitres y gran variedad de insectos. Se encuentra dentro de los límites del parque nacional de la Sierra de Guadarrama.

## Ascensión
Su ascenso se puede hacer por su cara norte, saliendo de la laguna de los Pájaros por un sendero poco marcado que asciende al risco. Otra vía de ascenso es por su cara sur: desde la cima de Peñalara hay que tomar un sendero en dirección norte que lleva al risco, pasando antes por el risco de los Claveles (2388 m). Cuando no hay hielo y nieve en el risco, la ascensión no presenta grandes dificultades, aunque hay zonas peliagudas que no pueden ser transitadas por personas con vértigo. Con la nieve y el hielo el ascenso se complica bastante, y hay que usar piolets y en determinados casos, crampones. La descripción de una completa ruta circular a Peñalara y el track GPS se encuentra en Wikiloc, que también incluye referencias a numerosa información, fotos y un vídeo que ayudarán al senderista.